# Генрі Бріґґз
Генрі Бріґґз (англ. Henry Briggs; лютий 1561 — 26 січня 1630) — англійський математик. Професор Оксфордського університету (з 1619).

## Життєпис
Генрі Бріґґз народився у Ворлейвуд, приході Галіфакс, графство Йоркшир.
З 5 листопада 1577 року навчався у коледжі Сент-Джон, Кембридж, який закінчив у 1581 році. 1581 році — бакалавр, 1585 році — магістр. З 1588 року — член наукової ради і викладач коледжу Сент-Джон при Кембриджському університеті, з 1592 викладав математику, а також читав лекції з медицини в Королівському медичному коледжі в Лондоні, у 1596 році став професором геометрії в лондонському Грешем-коледжі, з 1619 — професор геометрії в Мертон-коледжі при Оксфордському університеті. Бріґґз помер 26 січня 1630 року і був похований в каплиці Мертон-коледжу.
Обчислив і опублікував перші в історії науки таблиці десяткових логарифмів: 8-значні для чисел від 1 до 1000 (1617) і 14-значні для чисел від 1 до 20 000 і від 90 000 до 100 000 (1624). 1633 видано його таблиці логарифмів тригонометричних функцій. Десяткові логарифми на честь Бріґґза називають бріґґовими.

## Пам'ять
На честь Генрі Бріґґз у 1935 році названий кратер на Місяці.

## Бібліографія

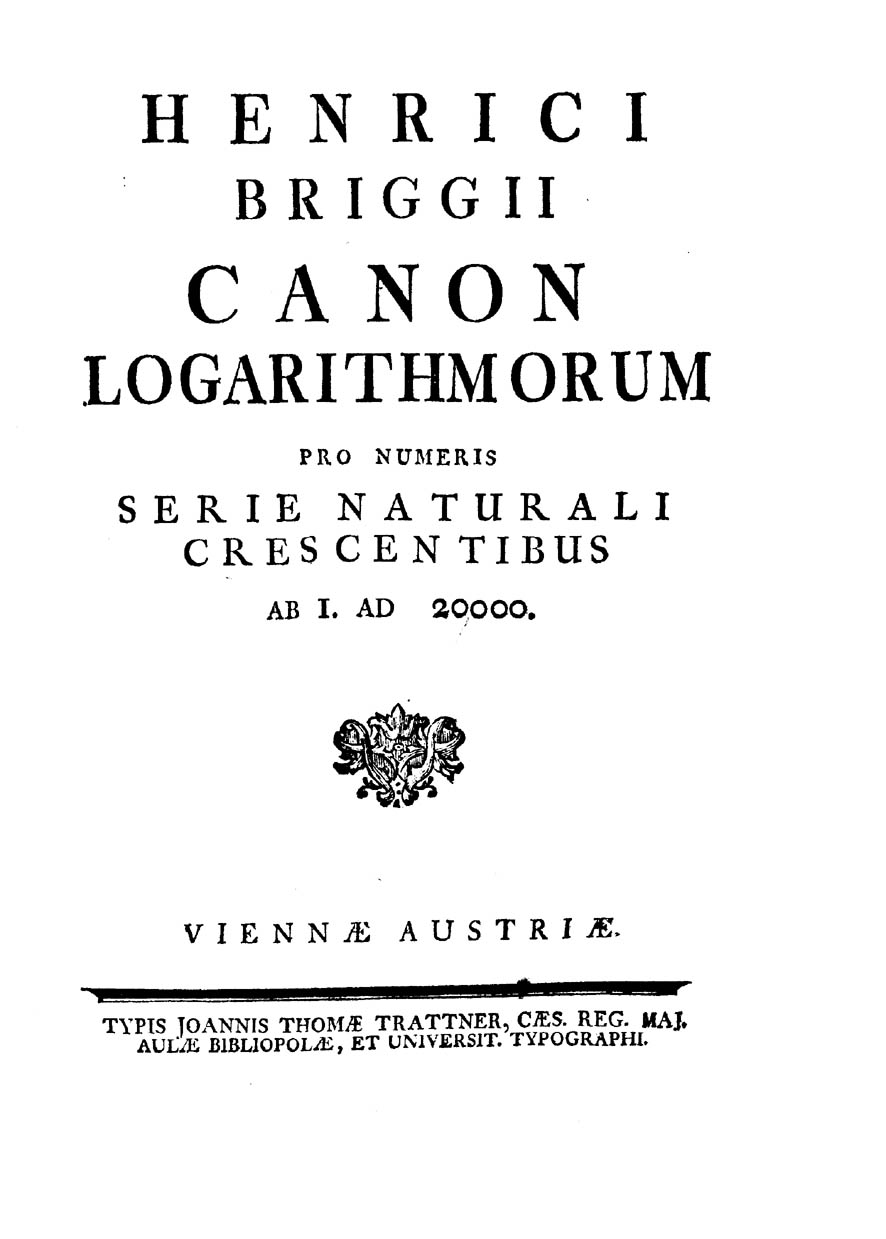
Canon logarithmorum